# London Symphony Orchestra, Vol. 1 & 2
Unter dem Titel London Symphony Orchestra veröffentlichte Frank Zappa mehrere Alben orchestraler Musik, die im Januar 1983 unter der Leitung von Kent Nagano vom London Symphony Orchestra eingespielt worden war. Zappa hatte das Orchester mit den Aufnahmen beauftragt, nachdem er lange Zeit vergeblich versucht hatte, seinen orchestralen Kompositionen im Stil der Neuen Musik zu einer adäquaten Aufführung zu verhelfen. Zunächst veröffentlichte er unter dem Titel London Symphony Orchestra Vol. 1 sechs Stücke. Bis zur Veröffentlichung des zweiten Teils London Symphony Orchestra Vol. 2 vergingen vier Jahre.
Zappa nutzte für die Aufnahmen einen digitalen Mehrspurrekorder, der ihm die gleichzeitige Aufnahme von 24 Kanälen ermöglichte, und nahm die Instrumente einzeln oder gruppenweise ab. Dieses Verfahren war bis dahin unüblich, es ermöglichte Zappa jedoch, nachträglich ein weites Spektrum von Bearbeitungen vornehmen zu können. Die Verzögerung bis zur Veröffentlichung des zweiten Albums begründete Zappa damit, dass er die Möglichkeiten der digitalen Technik ausnutzen musste, um während der Aufnahmen falsch eingespielte Passagen Note für Note zu korrigieren.

## Titelliste
Titelliste des ersten Albums The London Symphony Orchestra Volume I vom 9. Juni 1983, das auf LP veröffentlicht wurde.
| Nr. | Titel                                   | Dauer |
| --- | --------------------------------------- | ----- |
| 1.  | Sad Jane                                | 9:55  |
| 2.  | Pedro’s Dowry (large orchestra version) | 10:26 |
| 3.  | Envelopes                               | 4:11  |
| 4.  | Mo ‘n Herb’s Vacation I                 | 4:50  |
| 5.  | Mo ‘n Herb’s Vacation II                | 10:05 |
| 6.  | Mo ‘n Herb’s Vacation III               | 12:56 |

Titelliste der ersten Ausgabe auf CD, die im September 1986 unter dem Titel The London Symphony Orchestra erschien.
| Nr. | Titel                     | Dauer |
| --- | ------------------------- | ----- |
| 1.  | Sad Jane                  | 9:55  |
| 2.  | Mo ‘n Herb’s Vacation I   | 4:50  |
| 3.  | Mo ‘n Herb’s Vacation II  | 10:05 |
| 4.  | Mo ‘n Herb’s Vacation III | 12:56 |
| 5.  | Bogus Pomp                | 24:31 |

Titelliste des Albums The London Symphony Orchestra Volume II, 17. September 1987
| Nr. | Titel            | Dauer |
| --- | ---------------- | ----- |
| 1.  | Bogus Pomp       | 24:32 |
| 2.  | Bob in Dacron    | 12:12 |
| 3.  | Strictly Genteel | 6:53  |

Titelliste des Albums London Symphony Orchestra Vol. 1 & 2 vom 18. April 1995, die alle Aufnahmen enthält und neu abgemischt wurde.
| Nr. | Titel                                   | Dauer |
| --- | --------------------------------------- | ----- |
| 1.  | Bob in Dacron, First Movement           | 5:36  |
| 2.  | Bob in Dacron, Second Movement          | 6:32  |
| 3.  | Sad Jane, First Movement                | 4:47  |
| 4.  | Sad Jane, Second Movement               | 5:02  |
| 5.  | Mo ‘n Herb’s Vacation, First Movement   | 4:47  |
| 6.  | Mo ‘n Herb’s Vacation, Second Movement  | 10:04 |
| 7.  | Mo ‘n Herb’s Vacation, Third Movement   | 12:50 |
| 1.  | Envelopes                               | 4:04  |
| 2.  | Pedro’s Dowry (large orchestra version) | 10:25 |
| 3.  | Bogus Pomp                              | 24:31 |
| 4.  | Strictly Genteel                        | 6:56  |